# Elena Caragiani-Stoienescu
Elena Caragiani-Stoenescu (n. 13 mai 1887, Tecuci, Tecuci, România – d. 29 martie 1929, București, România) a fost prima femeie aviator din România, de origine aromână. 

## Biografie
A fost fiica doctorului Alexandru Caragiani, angajat al spitalului din Tecuci. În 1907 a pătruns pe un teritoriu masculin, dedicându-se echitației (participa la întreceri sportive cu bărbații și s-a ocupat și de antrenarea cailor pentru curse). În anul 1913 își ia licența în drept, devenind una dintre primele femei din România licențiate în științe juridice.
Primul său zbor l-a efectuat în anul 1912 cu un avion Wright adus special în țară pentru școlarizarea piloților, însoțită de profesorul său de echitație și de cel care a sprijinit-o permanent, cumnatul său, Andrei Popovici, viitor general de aviație, iar brevetul de pilot aviator cu numărul 1591 din 22 ianuarie 1914 i-a fost eliberat de Federația Aeronautică Internațională la 22 ianuarie 1914, în Franța, după ce a urmat Școala de pilotaj a Ligii Naționale Aeriene de la Băneasa, fondată de prințul Valentin Bibescu și apoi Școala civilă de aviație a lui Roger Sommer, care funcționa la Mourmelon le Grand (Paris) (1913).
Deoarece autoritățile române nu i-au admis să zboare Elena Caragiani pleacă în Franța și devine primul corespondent de război din lume care scrie „reportaje din avion”. Ulterior face o deplasare în America, pentru a participa la survolarea oceanului alături de piloții americani (26 februarie 1914). Revenită în țară în 1916, deși autoritățile române nu i-au admis să zboare ca pilot, au acceptat-o ca infirmier la Iași și, ulterior, la Tecuci. Fără să mai aștepte sfârșitul războiului, se hotărăște să plece iar în Franța, pentru a-și relua cariera de reporter, unde se căsătorește cu avocatul Virgil Stoenescu și se stabilește la Paris. A profesat ziaristica în Franța, Mexic, S.U.A., țări din Africa sau Asia, repartizându-i-se în special evenimente aeriene.
Când se îmbolnăvește de tuberculoză, revine în țară unde își află sfârșitul. Este înmormântată într-o criptă la Cimitirul Bellu.
Pasiuni: echitația, având ca profesor pe locotenentul de cavalerie Mircea Zorileanu.

## Galerie foto

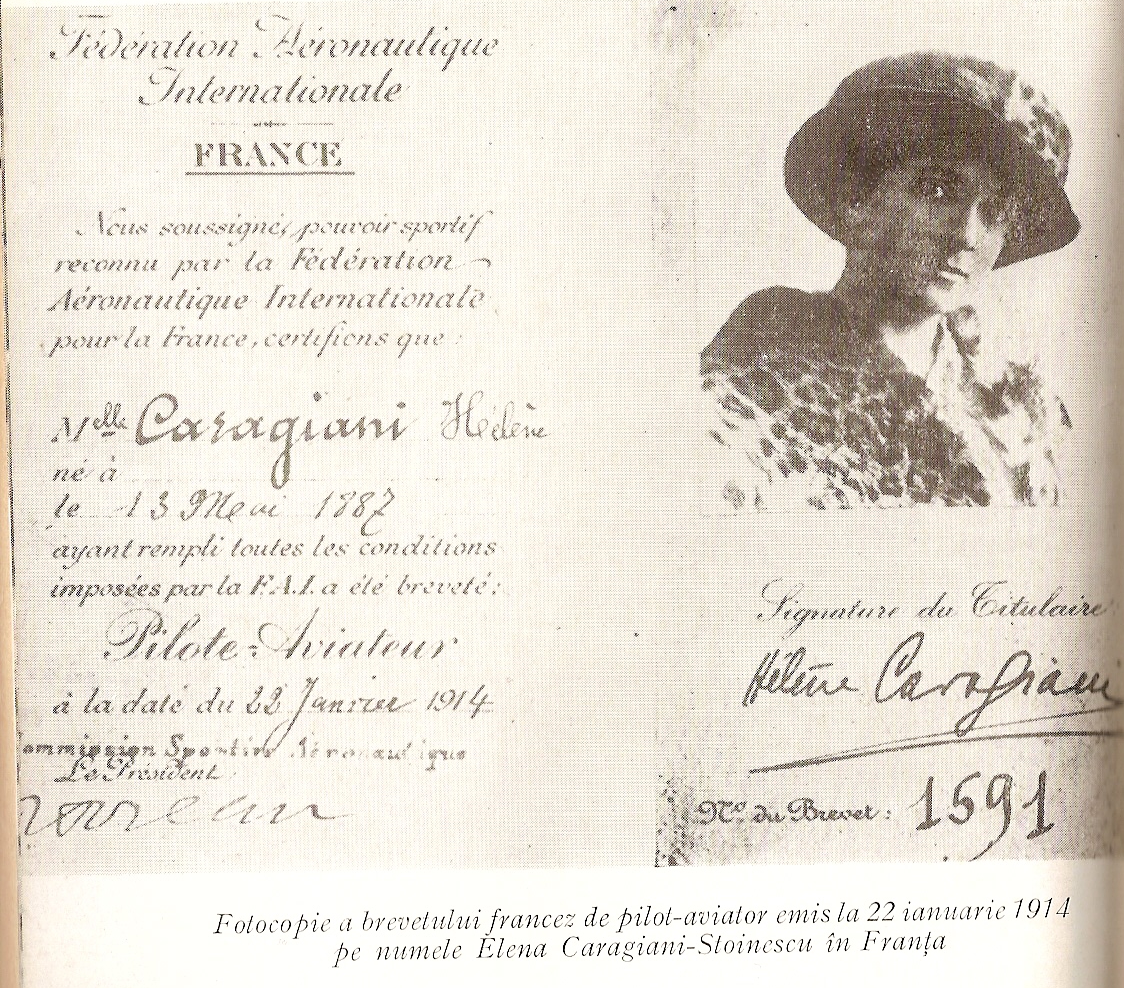
Fotocopie a brevetului de pilot-aviator emis la 22 ianuarie 1914 pe numele Elena Caragiani-Stoinescu în Franța
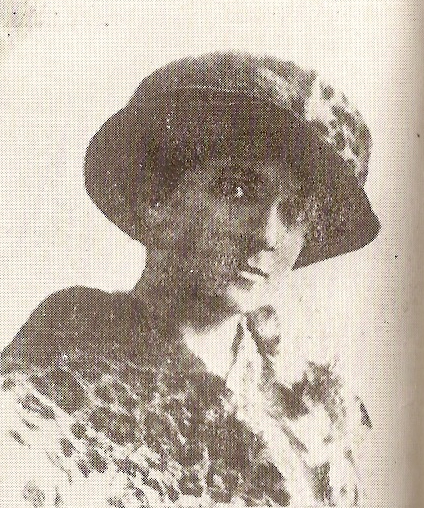
Portret Elena Caragiani-Stoienescu